# Passagem de Humaitá (Victor Meirelles 1886)
Passagem de Humaitá datada de 1886 é um estudo do pintor catarinense Victor Meirelles.
O guache sobre tela retrata uma cena de guerra da Guerra do Paraguai. Episódio ocorrido em 1868, em que a esquadra brasileira forçou a travessia da posição fortificada, sob bombardeio inimigo. O artista visitou onde se deu essa histórica operação militar como preparação para a execução da pintura. 
A obra pertence ao acervo da Pinacoteca do Estado de São Paulo (Pina).